# Labbe à longue queue
Stercorarius longicaudus
Espèce
Statut de conservation UICN

 LC  : Préoccupation mineure

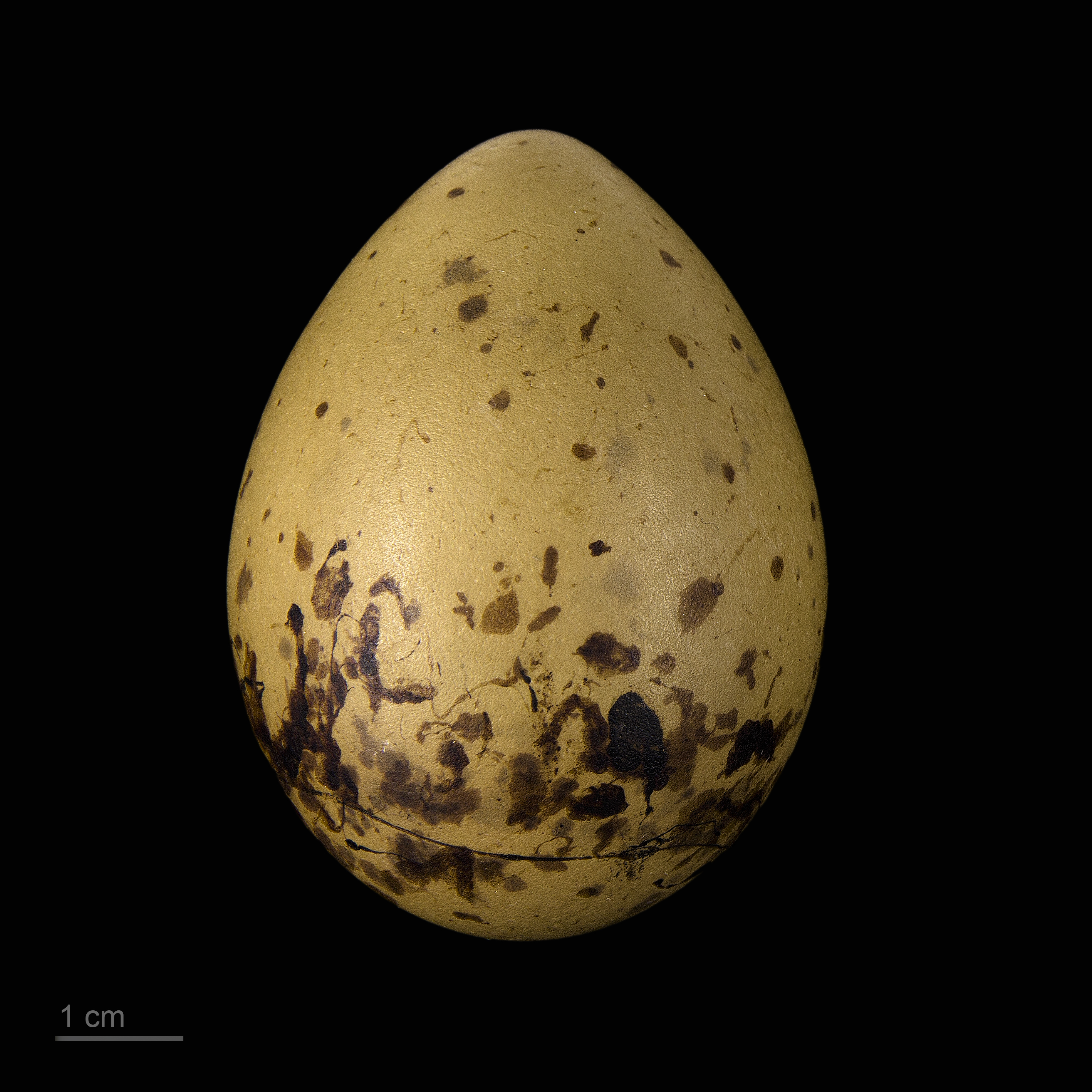
Œuf de Stercorarius longicaudus - Muséum de Toulouse

Le Labbe à longue queue (Stercorarius longicaudus) est une espèce d'oiseaux appartenant à la famille des stercorariidés.

## Taxinomie
D'après la classification de référence (version 14.1, 2024) de l'Union internationale des ornithologues, le Labbe à longue queue possède 2 sous-espèces (ordre philogénique) :
- Stercorarius longicaudus longicaudus Vieillot, 1819 ;

Rouge : nidification / Bleu : hors nidification

- Stercorarius longicaudus pallescens Løppenthin, 1932.